# Achaz von Buchwaldt

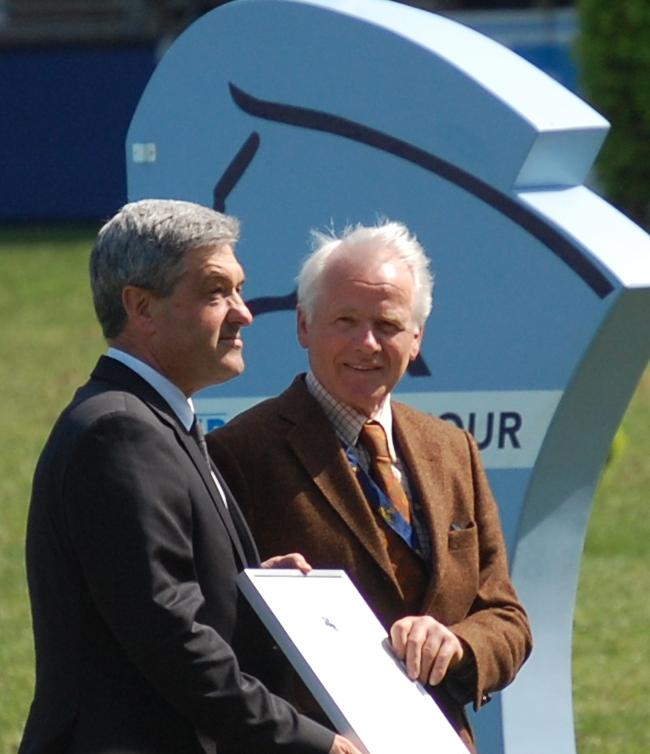
Peter Hofmann übergibt Achaz von Buchwaldt (rechts im Bild) die Urkunde zum Reitmeistertitel

Achaz von Buchwaldt (* 18. September 1944 in Grömitz) ist ein ehemaliger deutscher Springreiter und Trainer. Er trägt die Auszeichnung Reitmeister.

## Karriere
Der gelernte Kaufmann von Buchwaldt ritt zunächst auf ländlicher Ebene in Schleswig-Holstein. Aufgrund der hier erzielten Erfolge bekam er 1967 die Möglichkeit, beim DOKR in Warendorf tätig zu werden. Im Jahr 1969 wurde er Europameister der Ländlichen Reiter in der Military. 1970 verließ er das DOKR, in Folge spezialisierte er sich auf das Springreiten.
Seinen größten Erfolg bei einem internationalen Championat hatte von Buchwaldt 1983, als er bei den Europameisterschaften der Springreiter in Hickstead mit der Mannschaft den Bronzerang belegte. Bei den Deutschen Meisterschaften der Springreiter 1983 und 1991 konnte er jeweils den zweiten Platz belegen. Zudem war er Sieger des Deutschen Springderbys in den Jahren 1982 und 1996.
Zu seinen Schülern während seiner aktiven Sportlerzeit zählt insbesondere Lars Nieberg, der bis 1990 als Bereiter in von Buchwaldts Stall tätig war. Von Mai 2005 bis 2011 hatte er die Position des Nationaltrainers der dänischen Springreiter inne. Mitte der 1990er Jahre hatte er bereits für insgesamt rund sechs Jahre das Training Pia-Luise Aufrechts übernommen.
Im Mai 2012 wurde von Buchwaldt beim Deutschen Spring- und Dressurderby in Hamburg der Titel des Reitmeisters verliehen.